# Oak Ridge (Carolina del Norte)
Oak Ridge es un pueblo ubicado en el condado de Guilford en el estado estadounidense de Carolina del Norte. La localidad en el año 2000, tenía una población de 3.988 habitantes en una superficie de 38,1 km², con una densidad poblacional de 105 personas por km².A partir de 2018, la población había aumentado a un estimado de 6977.

## Geografía
Oak Ridge se encuentra ubicado en las coordenadas 36°10′1″N 79°58′57″O / 36.16694, -79.98250. Según la Oficina del Censo, la localidad tiene un área total de 38,1 km² (14,7 mi²), de la cual 38 km² (14,7 mi²) es tierra y 0,1 km² (0 mi²) (0.27%) es agua.

### Localidades adyacentes
El siguiente diagrama muestra a las localidades en un radio de 20 kilómetros (12,4 mi) de Oak Ridge.

## Demografía
En el 2000 la renta per cápita promedia del hogar era de $74.609, y el ingreso promedio para una familia era de $82.070. El ingreso per cápita para la localidad era de $29.346. En 2000 los hombres tenían un ingreso per cápita de $56.250 contra $35.952 para las mujeres. Alrededor del 3.80% de la población estaba bajo el umbral de pobreza nacional.